# Mini World
Singles
1. Dernière danse
Sortie : 11 novembre 2013
2. Tourner dans le vide
Sortie : 10 février 2014
3. S.O.S
Sortie : 30 avril 2014
4. Love Story
Sortie : 24 septembre 2014

Mini World est le premier album studio d'Indila. Il est sorti le 24 février 2014.
Il s'agit du premier album qui détrône Racine Carrée de Stromae au Top Album. Lors des Victoires de la musique 2015, il est élu « album révélation de l'année ».
Il s'est, à ce jour, vendu à plus de 630 000 exemplaires en France et environ 850 000 dans le monde, notamment en Belgique et Roumanie où il est disque d'or ainsi qu'en Pologne où il est disque de diamant.

## Contexte
L'album est produit par le producteur français Skalp, qui avait déjà produit des chansons dans lesquelles Indila figurait. L'album est sorti le 24 février 2014 et a été devancé, le 13 novembre 2013, par le single Dernière danse.
Le deuxième single de l'album, Tourner dans le vide, s'est associé au kickboxeur controversé Andrew Tate après avoir été utilisé dans plusieurs vidéos virales le mettant en vedette. Le combattant Darren Till a indirectement rendu hommage à Tate en marchant sur la chanson lors de son match UFC 282 contre Dricus Du Plessis,.

## Liste des pistes
| No  | Titre                | Durée |
| --- | -------------------- | ----- |
| 1.  | Dernière danse       | 3:34  |
| 2.  | Tourner dans le vide | 4:06  |
| 3.  | Love Story           | 5:17  |
| 4.  | S.O.S                | 4:32  |
| 5.  | Comme un bateau      | 4:57  |
| 6.  | Run Run              | 3:45  |
| 7.  | Ego                  | 4:16  |
| 8.  | Boîte en argent      | 4:27  |
| 9.  | Tu ne m'entends pas  | 3:19  |
| 10. | Mini World           | 5:10  |

| 11. | Ainsi bas la vida                           | 3:34 |
| 12. | Feuille d'automne                           | 4:01 |
| 13. | Tourner dans les vide (version orchestrale) | 3:47 |
| 14. | Love Story (version orchestrale)            | 4:57 |
| 15. | S.O.S (version acoustique)                  | 4:00 |

| 11. | Ainsi bas la vida     | 3:34 |
| 12. | Feuille d'automne     | 4:01 |
| 13. | Mon fol amour (bonus) | 4:04 |

## Classement hebdomadaire
| Classement (2014)            | Meilleure position |
| ---------------------------- | ------------------ |
| Allemagne (Media Control AG) | 32                 |
| Belgique (Flandre Ultratop)  | 16                 |
| Belgique (Wallonie Ultratop) | 1                  |
| France (SNEP)                | 1                  |
| Grèce (IFPI)                 | 3                  |
| Pologne (ZPAV)               | 1                  |
| Suisse (Schweizer Hitparade) | 11                 |

## Certifications
| Région                                                                                                 | Certification | Ventes/Streams |
| --- | ------------- | -------------- |
| Belgique (BEA)                                                                                         | Or            | 15 000*        |
| France (SNEP)                                                                                          | Diamant       | 500 000*       |
| *Ventes selon la certification ^Mise en rayon selon la certification xNon précisé par la certification |               |                |